# Dilatómetro

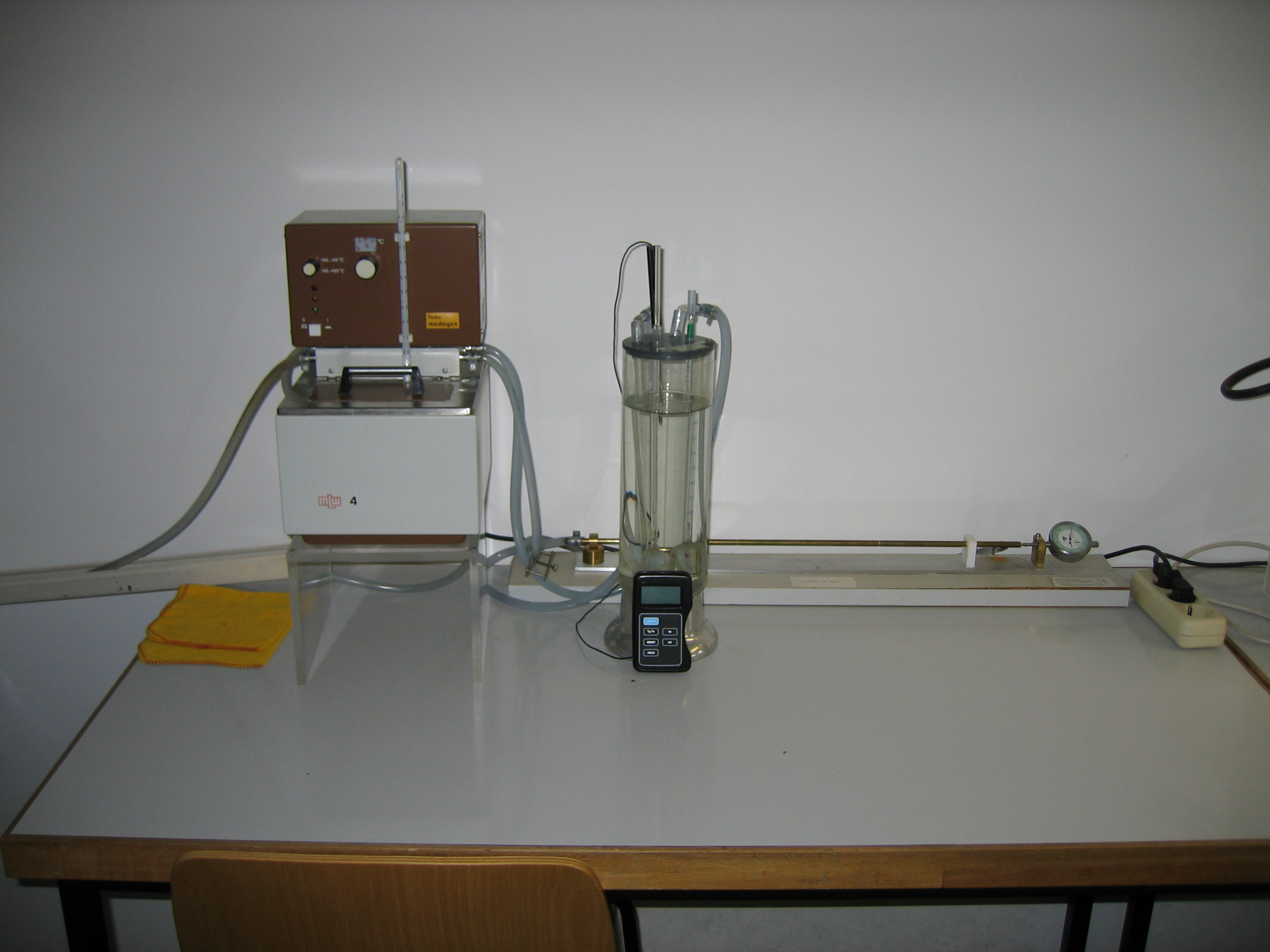
Una estructura simple de un dilatómetro para la medida de la extensión termal de líquidos y de sólidos.

Dilatómetro es un instrumento científico para medir el cambio del volumen. Son instrumentos utilizados para medir la expansión/contracción relativa de sólidos en diferentes temperaturas.
Un uso familiar de dilatómetro es el termómetro de mercurio, en el cual el cambio en el volumen de la columna del líquido se lee de una escala graduada. Porque el mercurio tiene una expansión termal bastante constante sobre gamas de temperaturas normales, los cambios de volumen se pueden relacionar directamente con la temperatura.
La expansión térmica es definida por:
{\displaystyle \alpha =V_{-1}(\delta V/\delta T)_{P}\ }
es así como su definición termodinámica es también un parámetro importante de la ingeniería. 
Los dilatómetros han sido usados para control de calidad en materiales o en producción.